# Barbara Laban

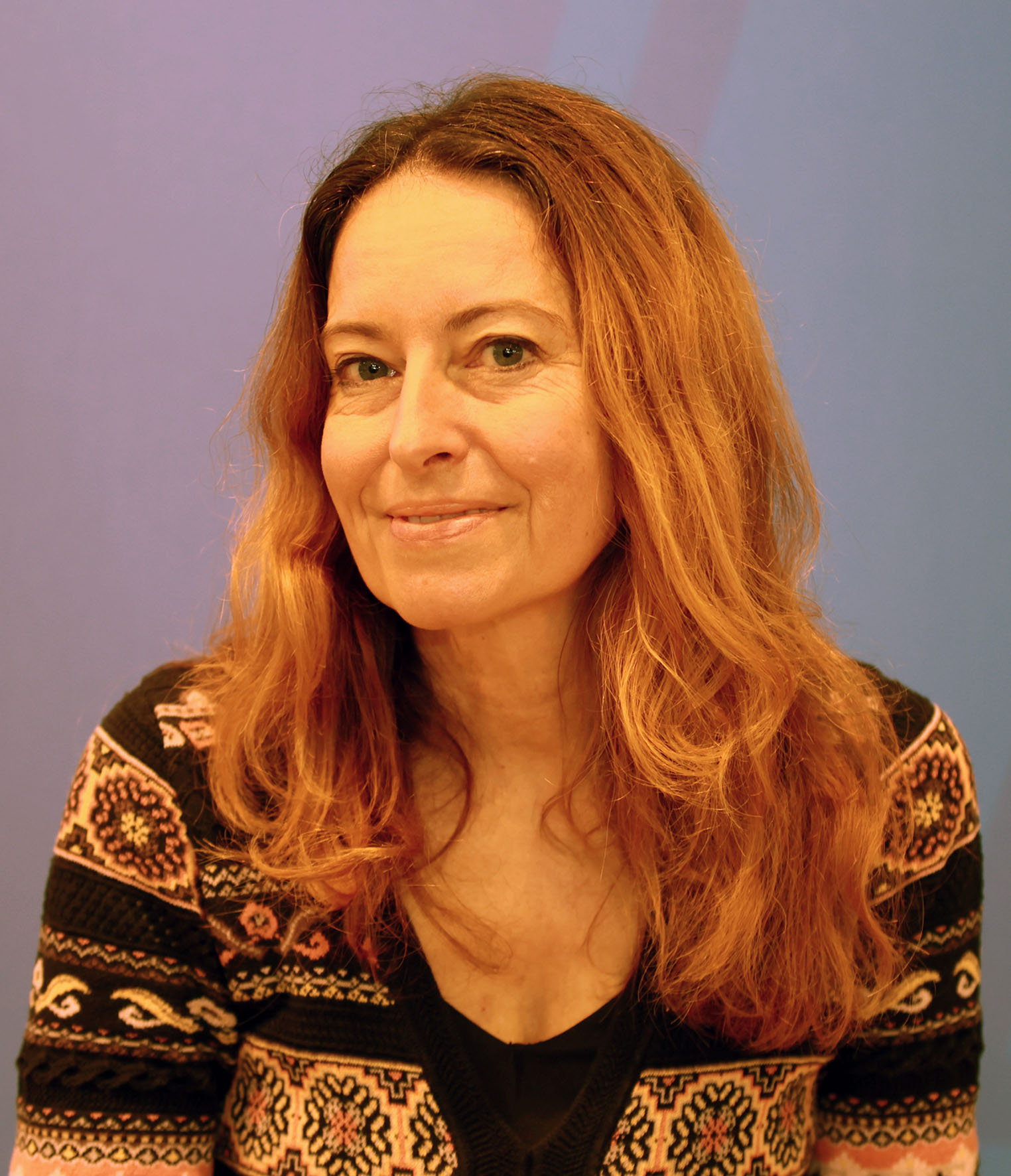
Barbara Laban, Frankfurter Buchmesse (2022)

Barbara Laban (* 1969) ist eine deutsche Kinder- und Jugendbuchautorin.

## Leben und Werk
Barbara Laban studierte Sinologie und Japanologie in München, London und Taipeh. Anschließend zog sie nach Amsterdam und arbeitete dort als Übersetzerin und Studienleiterin an einem Zentrum für chinesische Medizin. Im Jahr 2011 gewann sie beim Manuskriptwettbewerb des Verlages The Chicken House Deutschland, den dieser zusammen mit der Frankfurter Allgemeinen Zeitung auslobte, für ihr Manuskript Das Geheimnis des duftenden Bergs den Literaturpreis Der Goldene Pick. Das Buch wurde im Anschluss vom Verlag Chicken House Deutschland unter dem Titel Im Zeichen des Mondfests veröffentlicht. Im Jahr 2014 erschien ein Folgeband unter dem Titel Im Zeichen der Feuerschlange.
Barbara Laban lebt seit 2009 mit ihrem Mann und ihren beiden Töchtern in London und veröffentlicht auch Werke nur auf Englisch.

## Preise
- 2011: Der Goldene Pick für Im Zeichen des Mondfests[1]
- 2013: Goldener Bücherpirat für Im Zeichen des Mondfests

## Publikationen

### Einzelwerke
- Londons geheimster Zirkel. CreateSpace Independent Publishing 2017, ISBN 978-1-5480-9465-2.
- Rebecca: Verflucht, ausgerechnet England! Chicken House, Hamburg 2019, ISBN 978-3-551-52106-4.

### Zeichen-Reihe
- Im Zeichen des Mondfests. Chicken House, Hamburg 2012, ISBN 978-3-551-52048-7.
- Im Zeichen der Feuerschlange. Chicken House, Hamburg 2014, ISBN 978-3-551-52060-9.

### Mitternachtskatzen-Reihe
- Die Schule der Felidix. (Band 1) Ravensburger Verlag, Ravensburg 2022, ISBN 978-3-473-40863-4.
- Die Hüter des Smaragdsterns. (Band 2) Ravensburger Verlag, Ravensburg 2022, ISBN 978-3-473-40864-1.
- Der König der Federträger. (Band 3) Ravensburger Verlag, Ravensburg 2023, ISBN 978-3-473-40865-8.

### Englische Bücher
- Moon Princess. Chicken House, Frome 2016, ISBN 978-1-908435-9-34.
- Mulan and other Legendary Stories from China. Level 8: Fiction (Supernova). Reihe: Reading Planet. Rising Stars, London 2019, ISBN 978-1-5104-4539-0.
- The Turtle's Wish. Reihe: Oxford Reading Tree Tops. Reflect: Oxford Level 19. Oxford University Press, Oxford 2019, ISBN 978-0-19-842128-3.